# Johanna de Boer
Johanna Jacoba de Boer (Amsterdam, 6 gennaio 1901 – Amsterdam, 7 agosto 1984) è stata una schermitrice olandese, vincitrice di una medaglia d'argento ai campionati mondiali di scherma.